# فريدريك فوغان أبوت
فريدريك فوغان أبوت(بالإنجليزية: 
Frederick Vaughan Abbott )‏ (من مواليد 4 مارس 1858، وتُوفي في 26 سبتمبر 1928) هو ضابط ومهندس عسكري أصبح فيما بعد عميدًا أمريكيًا نشطًا في الحرب العالمية الأولى.

## حياته المُبكرة
فريدريك هو ابن العميد هنري ل. أبوت وماري سوزان ايفرت أبوت من بيفرلي، ماساتشوستس. تخرّج من معهد فلاشينغ في لونغ آيلاند بنيويورك والتحق بالأكاديمية العسكرية للولايات المتحدة حيث تخرج برتبة الأول على أقرانه السبعة والسبعين في فصل 1879. تم تفويض أبوت في فيلق المهندسين وقاموا بمسح خط الحدود بين ماريلاند وفيرجينيا.

## حياته المهنية
شغل فريدريك من عام 1900 إلى عام 1910 منصب مساعد رئيس المهندسين في جيش الولايات المتحدة. وفي وقت لاحق، شغل في الوقت نفسه منصب مساعد رئيسي لمدير المهندسين، وقائد مدرسة هندسة الجيش، وقائد منطقة تجنيد واشنطن . وفي 5 أغسطس 1917، ترقّى أبوت إلى رتبة عميد في الجيش الوطني. وفي أثناء غياب رئيس المهندسين إلى فرنسا، أصبح أبوت رئيسًا بالنيابة وقاد قوات مهندسي الخمسة والثلاثين ألفًا في منطقة واشنطن العاصمة.
تقاعد أبوت ككولونيل في 10 مايو 1920، بسبب إعاقات جسدية حدثت له أثناء أداء الواجب.

## وفاته وإرثه
تُوفي فوغان أبوت عن عمر يناهز السبعين في 26 سبتمبر 1928. وفي يونيو 1930، حصل على ترقية بعد وفاته إلى رتبة قائد لواء في زمن الحرب.

## حياته الشخصية
تزوج فريدريك أبوت من سادي جولي ديهون من كارولينا الجنوبية. كانت لزوجته علاقات جيدة في تشارلستون، كونها حفيدة أسقف الأسقفية في كارولينا الجنوبية. أنجب الزوجان ثلاثة أطفال، فتاتان وصبي واحد: ماريون ب. أبوت، وإلينور ر. أبوت، وهنري ديون أبوت.